# Radio Hat

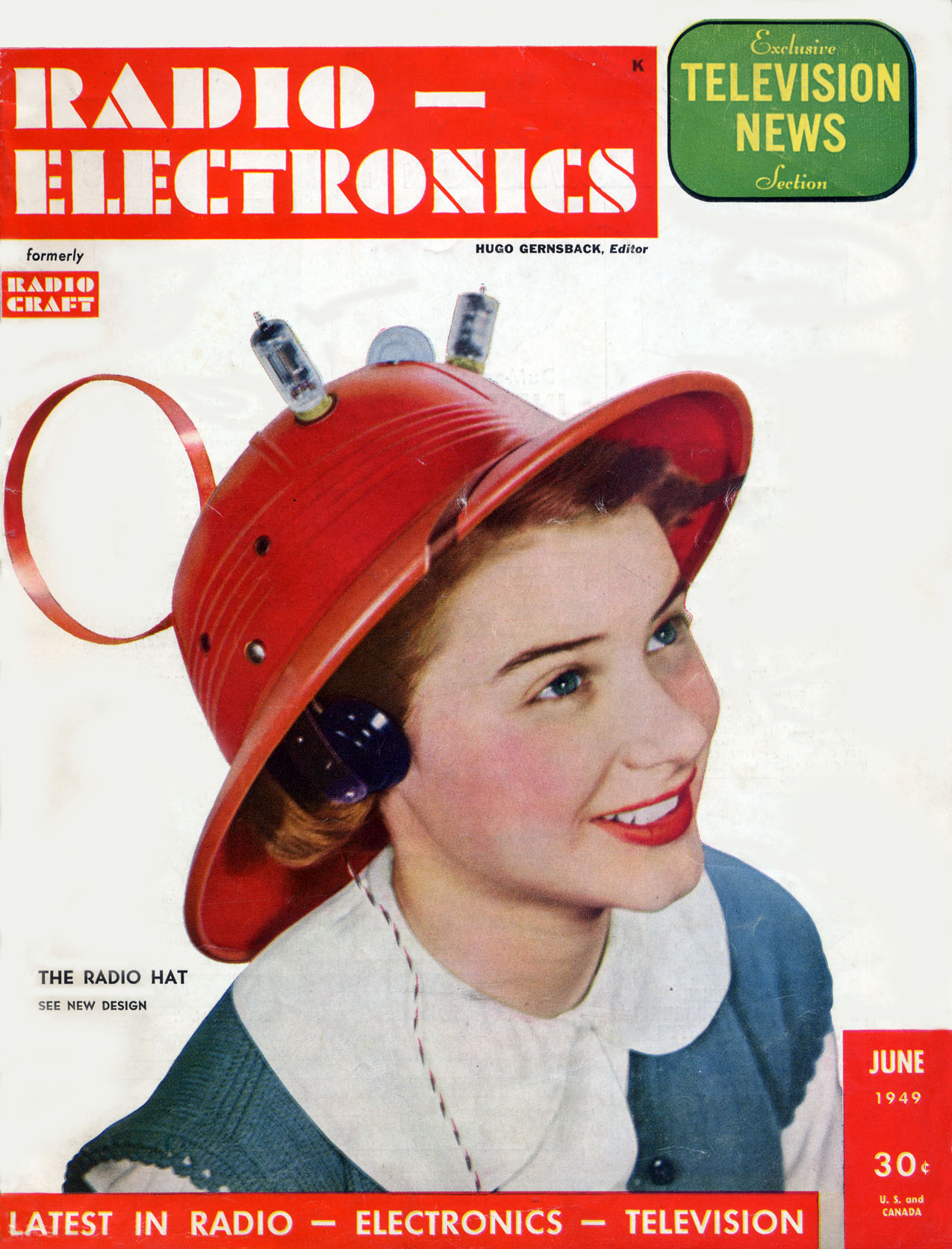
L'actrice Hope Lange (âgée de 15 ans) en couverture du numéro de Radio-Electronics de juin 1949, avec le Radio Hat.

Le Radio Hat (litt. « radio-chapeau ») était une radio portable de 1949 construite dans un casque colonial.

## Description

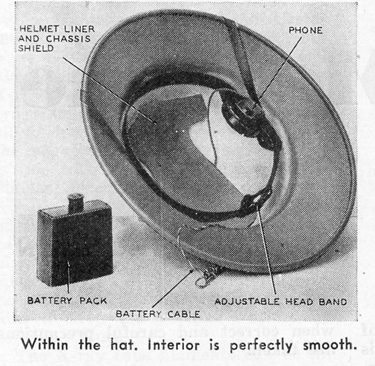
Intérieur du casque.
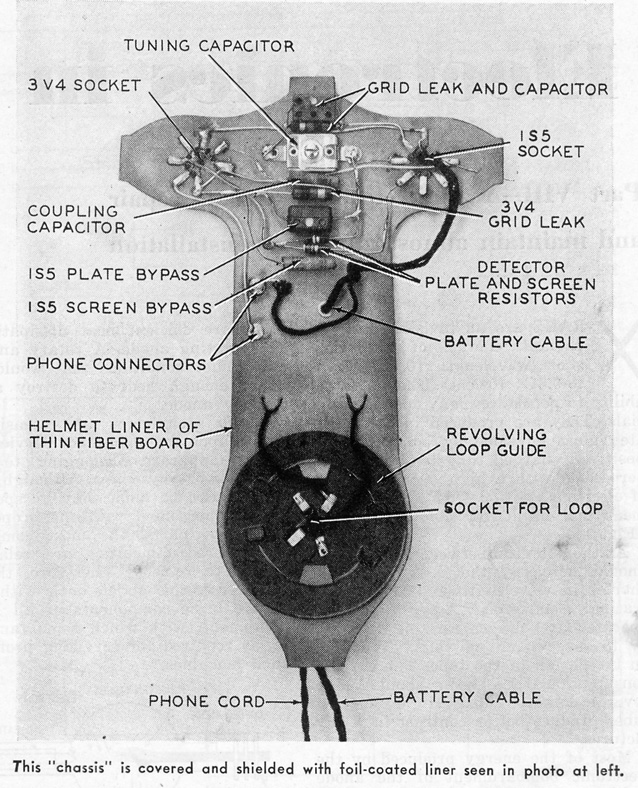
Le circuit était dans un flexible.
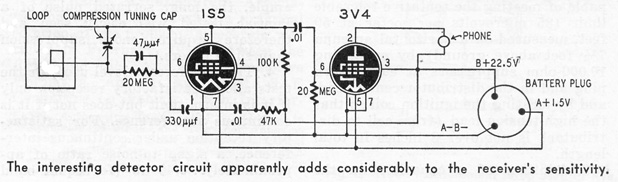
Schéma.